# Catanele (okręg Ardżesz)
Catanele – wieś w Rumunii, w okręgu Ardżesz, w gminie Căteasca. W 2011 roku liczyła 549 mieszkańców.